# Montage (literatuur)
Het begrip montage verwijst in de literatuur zowel naar een techniek als naar een werk waarbij duidelijk heterogene elementen (zinnen, zinsdelen, tekstfragmenten) worden samengevoegd. De breuklijnen blijven min of meer zichtbaar. De onderliggende gedachte is dat de moderne wereld zo complex en versplinterd is, dat ze enkel kan worden weergegeven door de schijn van harmonie te doorbreken.
Montage in de literatuur komt sinds het begin van de 20e eeuw in diverse genres van poëzie, roman en toneel.
Enkele auteurs die de montagetechniek beoefenden zijn Gottfried Benn, Paul van Ostaijen (Bezette stad), T.S. Eliot (The Waste Land), John Dos Passos (Manhattan Transfer), Alfred Döblin (Berlin Alexanderplatz), Peter Weiss, Hans Magnus Enzensberger, Sybren Polet, Daniël Robberechts, Jacq Vogelaar en Jeroen Mettes (N30+).